# Ghijak
Il ghijak (o ghidjak, ghichak, gidzhak, gijak e g'ijjak) è un cordofono diffuso nell'Afghanistan settentrionale e nei paesi dell'Asia centrale abitati dai turkmeni, uzbeki, tagiki, uiguri e caracalpachi.

## Storia e descrizione
Di origini ignote, le prime descrizioni del ghijak risalgono ai manoscritti del X secolo, i quali affermano che il ponte (harrak) dello strumento veniva costruito con i gusci di mandorle. Anche il poema Drakht-i Asurig del III-IV secolo ne fa menzione, seguito dai trattati di Al-Farabi (X secolo), 'Abd ul-Qadir Marâghî (XIV-XV secolo), Ali-Shir Nava'i e Darwesh ‘Ali Changi.
Le sembianze dei ghijak costruiti nel XX secolo non differiscono da quelle degli analoghi raffigurati nelle miniature persiane del XV secolo. Nel XIX secolo in Uzbekistan venivano prodotti ghijak a due, tre, quattro o sette corde, ma nel secolo successivo permasero solo gli esemplari a quattro corde. Tra i tagiki del Pamir è diffusa la versione con due corde.
Il ghijak somiglia al persiano kamancheh: possiede un manico corto e senza tasti, un risonatore sferico con cassa armonica in pelle e tre o quattro corde. Nell'Afghanistan settentrionale lo strumento possiede un collo rotondo dipinto con colori vivaci che sporge attraverso il risonatore, con una punta di ferro lunga 8-10 cm. Le scanalature della parte superiore del manico formano due piroli laterali, mentre il risonatore consiste in una grande lattina quadrata. Il manico ha due corde metalliche e l'arco di crine di cavallo è legato ad un bastone ricurvo. Nella stessa area è diffusa una variante più moderna con un risonatore in legno di noce o di gelso, un ventre di pelle e otto corde con piroli lungo il lato del manico.
Il ghijak viene sia suonato per esibizioni da solista che per accompagnamento vocale. La melodia viene duplicata secondo il principio dell'eterofonia.